# Synaldis jordanica
Synaldis jordanica är en stekelart som beskrevs av Fischer 1993. Synaldis jordanica ingår i släktet Synaldis och familjen bracksteklar. Inga underarter finns listade i Catalogue of Life.